# Balta Berilovac
Balta Berilovac (cyr. Балта Бериловац) – wieś w Serbii, w okręgu zajeczarskim, w gminie Knjaževac. W 2011 roku liczyła 133 mieszkańców.